# Philipp Klement
Philipp Klement (Ludwigshafen, 1992. szeptember 9. –) német korosztályos válogatott labdarúgó, az SC Paderborn középpályása.